# Corona feroesa
La corona feroesa (en feroès føroysk króna o, simplement, króna; en plural, krónur) és la unitat monetària de les illes Fèroe. És emesa pel Banc Nacional de les Illes Fèroe (Landsbanki Føroya). Malgrat tot, la corona feroesa no és, legalment parlant, una unitat monetària independent, sinó que de fet es tracta d'una emissió especial de corones daneses amb motius específics per a l'arxipèlag (majoritàriament animals i paisatges naturals).
Com que no es tracta, doncs, d'una moneda independent, no té un codi ISO 4217 específic. Per tant, comparteix el codi estàndard internacional de les monedes daneses, DKK. L'abreviació més habitual de la corona feroesa és FKr.
Els bitllets Arxivat 2010-03-25 a Wayback Machine. en circulació són de 50, 100, 200, 500 i 1.000 corones feroeses. No hi ha monedes específiques per a les illes, on s'utilitzen les mateixes corones daneses que a Dinamarca i Groenlàndia: en circulen de øre i d'1, 2, 5, 10 i 20 corones (els øre danesos, la moneda fraccionària, s'anomenen oyrur en feroès, en singular oyra); les de 25 øre es van retirar de la circulació el 2008.
El Banc Nacional de Dinamarca canvia les corones daneses per feroeses i viceversa sense cap mena de càrrec. Si bé en teoria les corones daneses no són moneda de curs legal a les Fèroe, en la realitat s'accepten en un gran nombre d'ocasions.

## Taxes de canvi
- 1 EUR = 7,45 DKK (8 de juliol del 2018)
- 1 USD = 6,34 DKK (8 de juliol del 2018)

La taxa de canvi és la mateixa que la de la corona danesa.